# 833
833(팔백삼십삼)은 832보다 크고 834보다 작은 자연수다.

## 수학
- 합성수로, 그 약수는 1, 7, 17, 49, 119, 833이다. 진약수의 합은 193이므로, 833은 부족수다.
- 17번째 팔각수다. 앞의 팔각수는 736, 다음은 936이다.
- 14번째 십일각수다. 앞의 십일각수는 715, 다음은 960이다.
- {\displaystyle 833=7^{2}+28^{2}}
- {\displaystyle 833\approx {\frac {5}{6}}\times 10^{3}}

## 과학
- NGC 833(영어판): 고래자리 방향에 있는 중간나선은하.
- 833 모니카(영어판): 소행성.

## 문화유산
- 대한민국의 보물 제833호: 경주 기림사 대적광전

## 기타
- 연도: 833년, 기원전 833년
- 833 이스트 미시간(영어판): 미국 위스콘신주 밀워키에 있는 사무용 건물.